# هرسى على مغن
هيرسي على عيسى أو حيرسى على عيسى (بالصومالية: Xirsi Cali Ciise Magan)‏، 1935 — 2008) يطلق عليه عادة بإسم «هيرسي مَغَنْ»،  كان باحثًا وشخصية بارزة في الثورة الصومالية. وكان جزء من النخبة السياسية في الصومال، كان زعيمًا في الجبهة الديمقراطية للإنقاذ الصومالية (SSDF)، وهي واحدة من أقدم الفصائل وأكثرها نفوذاً في الحرب الأهلية الصومالية التي اندلعت في عام 1991.
كان مَغَنْ عيسى رفيقًا لرئيس الصومال السابق عبد الله يوسف أحمد ووالد النائب الهولندي السابق ومنتقدة الإسلام آيان هرسي علي.

## حياته الشخصية
ولد مَغَنْ خلال الاحتلال الإيطالي للصومال عام 1935، وكان أحد الأطفال التسعة لوالده مَغَنْ عيسى جوليد (1845-1945). كان مسلمًا متدينًا وطالبًا للثقافة الصومالية.
تزوج مَغَنْ ثمانية مرات وأنجب تسعة عشر ابنة وثلاثة عشر ولدًا. كان لديه ابنتان من زوجته الأولى. وأنتج زواجه الثاني ابنًا، إسمه مهد، وابنة آيان، وابنة هويه. توفيت هوية في سنة 1998. كما أنجب ابنة في زواجه الثالث. وتزوج لاحقًا من زوجته الأولى التي طلقها بعد فترة وجيزة من زواجه من زوجته الثانية.
درس مَغَنْ في إيطاليا والولايات المتحدة في جامعة كولومبيا بنيويورك، حيث حصل على شهادة في الأنثروبولوجيا. بصفته لغويًا وعالمًا أنثروبولوجيًا مدربًا، يُعرف بأنه بطل عثمانيا، سيناريو الكتابة الصومالي الذي اخترعه عثمان يوسف كينديد، على عكس رئيس الدولة السابق، محمد سياد بري، الذي جعل النص اللاتيني المعدل لشير جامع أحمد المعيار الوطني في الصومال عام 1973.

## مسيرته السياسية والعسكرية
بعد اغتيال الرئيس عبد الرشيد علي شارماركي ووصول محمد سياد بري إلى السلطة في أكتوبر 1969، اعتبر مَغَنْ خطرا على القيادة الجديدة للمجلس العسكري الصومالي وسجن بدون محكمة من 1972 إلى أكتوبر 1975.
في عام 1976، قام ماجان بالهروب من السجن، وفر من الصومال إلى المملكة العربية السعودية حيث درس الشريعة الإسلامية. صدر قرار من قبل سياد باري في نفس العام يحظر جميع الأحزاب السياسية باستثناء الحزب الاشتراكي الثوري الصومالي (SRSF) وفي العام نفسه، تأسست في المنفى روما مؤسسة «سوداف» (وهي منظمة شبه عسكرية لقوات صومال الديمقراطية). في العام التالي، انتقل مَغَنْ إلى إثيوبيا، حيث شهد حرب أوغادين التي استمرت لمدة عام. كانت أيضًا فترة الإرهاب الأحمر للديرغ، وكان من بين ضحاياها جبهة تحرير غرب الصومال، وهي جماعة متمردة صومالية مقرها أوغادين. ولأغراض ضمانية، اختار ماجان عيسى نقل عائلته إلى إحدى ضواحي نيروبي، بينما كان يقضي معظم وقته في الصومال وإثيوبيا.
وفي صيف عام 1982، لعبت قوات الديمقراطية للإنقاذ صومال دورًا رئيسيًا في الصراع المسلح الثاني بين الصومال وإثيوبيا. شنت قوات الديمقراطية للصومال، بدعم من القوات الجوية لزعيم الدرج منغستو هيلا مريام، حرب عصابات منخفضة الشدة ضد الجيش الصومالي. أصبح مَغَنْ شخصية رئيسية في الصومال خلال فترة عمله كمخرج ومقدم برامج في راديو كلميس، الذي بث مباشر من برامج ضد نظام سياد بري من أديس أبابا، إثيوبيا.
في عام 1988، ترأس هيرسى مَغَنْ ومحمد حاجى آدم تمردًا بالقرب من مدينة الساحلية إيل في محافظة نوجال، وهي جزء من أرض البنط، ويسكنها أساسًا من عشائر عيسى محمود الفرعية للماجيرتين. أدى هذا التمرد لقوات الإنقاد الديمقراطية، الذي بدأ في الجزء الجنوبي من نوجال وباري والجزء الغربي من مدج، في النهاية إلى ولاية أرض البنط المستقلة في عام 1998.

## ابنه أيان
كان هيرسي مغن والد آيان هرسي علي، وقد ذكرت في مذكراتها «كافر» أن والدها كان منتقدًا صريحًا للنظام القمعي في الصومال تحت حكم سياد بري.
عارض هيرسي مغن عيسى السياسات الاستبدادية للحكومة وسجن بسبب معارضته. لعب تأثيره على حياة أيان المبكرة دورًا في تشكيل وجهات نظرها حول السياسة والحريات الفردية. بعد مواجهة الاضطهاد السياسي، طلبت الأسرة اللجوء في بلدان مختلفة، وانتقلت أيان في النهاية إلى هولندا، حيث انخرطت في السياسة والدعوة. 

## سنوات لاحقة ووفاته
أمضى هيرسى مَغَنْ معظم سنواته الأخيرة في المنفى السياسي في لندن، المملكة المتحدة.
وتوفي عام 2008 عن عمر يناهز 73 سنة.

## روابط خارجية
- الصومال: لقاء مع آيان هرسي علي
- الغارديان, May 17, 2005;[1]
- نيويورك تايمز, April 3, 2005,[2]
- دراسة القبائل في الصومال، 2005، ص. 14 (حول هيكل قبيلة هرسي مَغَنْ عيسى)
- برامج هيرسي مَغَنْ على راديو كلميس، 1979-1981 (العمود الثالث، السادس من الأعلى)[4]
- محادثة هاتفية بين هيرسي مَغَنْ عيسى وابنته في «ليفي وصادقي» (برنامج تلفزيوني هولندي)، أيلول/سبتمبر 2002 [5]
- إنهاء الصراع في الأراضي الصومالية المأهولة القرن الأفريقي، عمود سامطاليس حسين هايلي، 2002 [6]